# Corridor tchèque

En rouge, le corridor proposé.
Ligne pointillée : le Burgenland aujourd'hui.

Le corridor tchèque est un projet de la conférence de paix de Paris de 1919 après la Première Guerre mondiale, visant à relier la Tchécoslovaquie au Royaume de Yougoslavie, le long du Burgenland. Ainsi, un couloir slave supplémentaire aurait été créé, semblable au couloir de Dantzig vers la mer Baltique, et aurait traversé les territoires germanophones et magyarophones.

## Exigences tchécoslovaques
La région était peuplée de 662 000 Allemands, 289 000 Hongrois et 220 000 Slaves (Slovaques et Croates).
Le projet fut rejeté par les royaumes de Yougoslavie et d'Italie.